# پارک سونگ هون (خواننده)
پارک سونگ هون (کره‌ای: 박성훈؛ زادهٔ ۸ دسامبر ۲۰۰۲) که با نام سونگ‌هون(کره‌ای: 성훈) شناخته می‌شود، اسکیت‌باز نمایشی اهل کره جنوبی است. او از سال ۲۰۱۰ تا اوایل سال ۲۰۲۰ به عنوان اسکیت‌باز در رقابت‌ها شرکت می‌کرد و عضو تیم ملی اسکیت روی یخ کره جنوبی بود و از سال ۲۰۱۸ به‌طور همزمان یک کارآموز کی پاپ بود. او از ورزش بازنشسته شد و در نوامبر ۲۰۲۰ به عنوان عضو گروه پسرانهٔ کره جنوبی، انهایپن، فعالیتش را آغاز کرد. سونگ‌هون دارندهٔ مدال نقره نوجوانان سال‌های ۲۰۱۶، ۲۰۱۷ و دارندهٔ مدال طلای تازه‌کار سال ۲۰۱۵ در جوایز اسکیت نمایشی آسیایی و دارندهٔ مدال طلای تازه‌کار سال ۲۰۱۵ در لومباردیا تروفی است.

## برای مطالعهٔ بیشتر
- "[모닝 스브스] 훈훈한 외모보다 더 빛나는 실력…피겨 유망주 누구?" [Who is rising figure skater?]. SBS (به کره‌ای). February 27, 2018.
- 길, 명국 (June 25, 2014). "내 마음의 크레파스 426회: 피겨 소년 성훈이, 날아오르다 (1부)" [Figure skating boy Sunghoon, ready to fly (Chapter 1)]. SBS (به کره‌ای).
- 길, 명국 (June 26, 2014). "내 마음의 크레파스 427회: 피겨 소년 성훈이, 날아오르다 (2부)" [Figure skating boy Sunghoon, ready to fly (Chapter 2)]. SBS (به کره‌ای).